# الكسندر ك. ديفيدسون
الكسندر ك. ديفيدسون (بالإنجليزية: Alexander C. Davidson)‏ هو سياسي أمريكي، ولد في 26 ديسمبر 1826 في تشارلوت في الولايات المتحدة، وتوفي في 6 نوفمبر 1897 في مقاطعة بيري في الولايات المتحدة. حزبياً، نشط في الحزب الديمقراطي. وقد انتخب عضو مجلس نواب ألاباما وانتخب عضو مجلس النواب الأمريكي.